# Sleptxe
Sleptxe (Слепче en macedònic) és un poble de Macedònia del Nord.
El poble es troba al nord-oest del municipi de Dòlneni.
L'any 2002 el poble tenia una població de 68 habitants, essent la seva composició ètnica la següent:
- Macedonis - 67
- Serbis - 1